# 1943 no desporto

## Eventos
26 de abril - É fundado o Goiás Esporte Clube
29 de julho - É fundado o Vila Nova Futebol Clube

## Nascimentos
| Data            | Nome                     | Profissão                            | Nacionalidade                              | Observações | Ref    |
| --------------- | ------------------------ | ------------------------------------ | ------------------------------------------ | ----------- | ------ |
| 15 de janeiro   | Arnaldo Cezar Coelho     | árbitro de futebol                   | Brasil                                     |             |        |
| 25 de janeiro   | Pavel Roman              | patinador artístico                  | República Tcheca (atual) · Tchecoslováquia | m. 1972     | [ 1 ]  |
| 25 de fevereiro | Wilson Piazza            | futebolista                          | Brasil                                     |             |        |
| 27 de fevereiro | Carlos Alberto Parreira  | técnico de futebol                   | Brasil                                     |             |        |
| 1 de março      | Ben Jipcho               | atleta                               | Quênia                                     | m. 2020     | [ 2 ]  |
| 2 de março      | Allen Brown              | jogador de futebol americano         | Estados Unidos                             | m. 2020     | [ 3 ]  |
| 9 de março      | Bobby Fischer            | jogador de xadrez                    | Estados Unidos                             | m. 2008     | [ 4 ]  |
| 9 de março      | Rhode Lee Michelson      | patinadora artística                 | Estados Unidos                             | m. 1961     | [ 5 ]  |
| 19 de março     | Vern Schuppan            | piloto de automobilismo              | Austrália                                  |             |        |
| 21 de março     | Marika Kilius            | patinadora artística                 | Alemanha (atual) · Alemanha Ocidental      |             |        |
| 7 de abril      | Joaquim Agostinho        | ciclista                             | Portugal                                   | m. 1984     | [ 6 ]  |
| 8 de abril      | Eberhard Vogel           | futebolista                          | Alemanha (atual) · Alemanha Oriental       |             |        |
| 27 de abril     | Ary Graça                | ex-voleibolista e presidente da FIVB | Brasil                                     |             |        |
| 27 de abril     | Helmut Marko             | ex-automobilista                     | Áustria                                    |             |        |
| 2 de maio       | Manfred Schnelldorfer    | patinador artístico                  | Alemanha (atual) · Alemanha                |             |        |
| 4 de maio       | Georgi Asparuhov         | futebolista                          | Bulgária                                   | m. 1971     | [ 7 ]  |
| 7 de junho      | José Maria               | futebolista                          | Portugal                                   |             |        |
| 14 de junho     | Piet Keizer              | futebolista                          | Países Baixos                              | m. 2017     | [ 8 ]  |
| 20 de junho     | Emil Rached              | basquetebolista                      | Brasil                                     | m. 2009     | [ 9 ]  |
| 10 de julho     | Arthur Ashe              | tenista                              | Estados Unidos                             | m. 1993     | [ 10 ] |
| 11 de julho     | Rolf Stommelen           | piloto de automobilismo              | Alemanha (atual) · Alemanha Ocidental      | m. 1983     | [ 11 ] |
| 20 de julho     | Chris Amon               | piloto de automobilismo              | Nova Zelândia                              | m. 2016     | [ 12 ] |
| 9 de agosto     | Ken Norton               | pugilista                            | Estados Unidos                             | m. 2013     | [ 13 ] |
| 14 de agosto    | Herman Van Springel      | ciclista                             | Bélgica                                    | m. 2022     | [ 14 ] |
| 18 de agosto    | Gianni Rivera            | futebolista                          | Itália                                     |             |        |
| 27 de agosto    | Wolfgang Nordwig         | atleta, saltador com vara            | Alemanha (atual) · Alemanha Oriental       |             |        |
| 30 de agosto    | Bobby Lennox             | futebolista                          | Escócia                                    |             |        |
| 30 de agosto    | Jean-Claude Killy        | esquiador alpino                     | França                                     |             |        |
| 26 de setembro  | Tim Schenken             | piloto de automobilismo              | Austrália                                  |             |        |
| 29 de setembro  | Wolfgang Overath         | futebolista                          | Alemanha (atual) · Alemanha Ocidental      |             |        |
| 2 de outubro    | Paul Van Himst           | futebolista                          | Bélgica                                    |             |        |
| 6 de outubro    | Ray Hadley, Jr.          | patinador artístico                  | Estados Unidos                             | m. 1961     | [ 5 ]  |
| 8 de outubro    | Stephanie Westerfeld     | patinadora artística                 | Estados Unidos                             | m. 1961     | [ 5 ]  |
| 22 de outubro   | Allen Coage              | wrestler profissional                | Estados Unidos                             | m. 2007     | [ 15 ] |
| 29 de outubro   | Norman Hunter            | ex-futebolista e técnico             | Inglaterra                                 | m. 2020     | [ 16 ] |
| 8 de novembro   | Martin Peters            | ex-futebolista                       | Inglaterra                                 | m. 2019     | [ 17 ] |
| 12 de novembro  | Björn Waldegård          | piloto de ralis                      | Suécia                                     | m. 2014     | [ 18 ] |
| 13 de novembro  | Roberto Boninsegna       | futebolista                          | Itália                                     |             |        |
| 21 de novembro  | Jacques Laffite          | ex-automobilista                     | França                                     |             |        |
| 22 de novembro  | Billie Jean King         | tenista                              | Estados Unidos                             |             |        |
| 3 de dezembro   | Pentti Kahma             | atleta, lançador de disco            | Finlândia                                  |             |        |
| 5 de dezembro   | Aleksandr Gavrilov       | patinador artístico                  | Rússia (atual) · União Soviética           |             |        |
| 5 de dezembro   | Vasco Gervásio           | futebolista                          | Portugal                                   | m. 2009     | [ 19 ] |
| 25 de dezembro  | Wilson Fittipaldi Júnior | piloto de automobilismo              | Brasil                                     | m. 2024     | [ 20 ] |

## Mortes
| Data        | Nome            | Profissão           | Nacionalidade | Observações | Ref |
| ----------- | --------------- | ------------------- | ------------- | ----------- | --- |
| 20 de junho | Freddie Tomlins | patinador artístico | Reino Unido   | n. 1919     |     |